# Wesel (distrito)
Wesel é um distrito (Kreis ou Landkreis) da Alemanha localizado na região administrativa (Regierungsbezirk) de Düsseldorf, no estado da Renânia do Norte-Vestfália.

## Cidades e Municípios
Populações em 30 de junho de 2007:
| Cidades: 1. Dinslaken (70 284) 2. Hamminkeln (27 596) 3. Kamp-Lintfort (39 338) 4. Moers (107 048) 5. Neukirchen-Vluyn (28 357) 6. Rheinberg (32 022) 7. Voerde (38 196) 8. Wesel (61 409) 9. Xanten (21 595) | Municípios: 1. Alpen (12 915) 2. Hünxe (13 695) 3. Schermbeck (13 687) 4. Sonsbeck (8 655) |

| Mapa do distrito de Wesel. |

## Demografia
Evolução da população (em 31 de dezembro de cada ano):
| Ano  | População |
| ---- | --------- |
| 1995 | 465 454   |
| 1996 | 467 948   |
| 1997 | 469 980   |
| 1998 | 471 838   |
| 1999 | 473 367   |
| 2000 | 474 390   |

| Ano  | População |
| ---- | --------- |
| 2001 | 476 240   |
| 2002 | 477 906   |
| 2003 | 477 481   |
| 2004 | 477 164   |
| 2005 | 476 428   |
| 2006 | 475 433   |